# Arenas de San Pedro
Arenas de San Pedro község Spanyolországban, Ávila tartományban. Arenas de San Pedro El Arenal, Candeleda, El Hornillo, Guisando, Poyales del Hoyo, San Juan de Gredos, Hoyos del Espino, Mombeltrán, Oropesa, Navalcán, Parrillas, Velada, Montesclaros, Lanzahíta és Santa Cruz del Valle községekkel határos. Lakosainak száma 6438 fő (2024).

## Nevezetességek
Arenas de San Pedro egyike annak a három községnek, amelyeknek a hármas határán emelkedik a Gredos-hegység legmagasabb csúcsa, a Pico Almanzor.

## Népesség
A település lakosságának változását az alábbi diagram mutatja:
| Lakosok száma | 6477 | 6549 | 6682 | 6830 | 6933 | 6754 | 6615 | 6377 | 6434 | 6438 |
|               | 2001 | 2004 | 2006 | 2009 | 2011 | 2014 | 2016 | 2019 | 2021 | 2024 |